# Галушова
Галушова (пол. Hałuszowa) — село в Польщі, у гміні Коростенко-над-Дунайцем Новотарзького повіту Малопольського воєводства.
Населення — 277 осіб (2011).
У 1975-1998 роках село належало до Новосондецького воєводства.

## Демографія
Демографічна структура станом на 31 березня 2011 року:
|          | Загалом | Допрацездатний вік | Працездатний вік | Постпрацездатний вік |
| -------- | ------- | ------------------ | ---------------- | -------------------- |
| Чоловіки | 143     | 39                 | 95               | 9                    |
| Жінки    | 134     | 36                 | 72               | 26                   |
| Разом    | 277     | 75                 | 167              | 35                   |